# Ulica Józefa Piłsudskiego w Siedlcach
Ulica Józefa Piłsudskiego – główna ulica w Siedlcach, w Śródmieściu. Ulica graniczy od zachodu z ulicą Warszawską, od wschodu z ulicą Starowiejską, od południa z ulicami: Floriańską, J. Kilińskiego, Armii Krajowej, Wojska Polskiego; od północy z ulicami: Wojskową i 10 Lutego. 

## Historia
Ulica powstała najprawdopodobniej na przełomie XIX i XX wieku.
Początkowo droga brukowa, nawierzchnię asfaltową uzyskała w latach 60. Została częściowo zmodernizowana w 1996 r. (odcinek centralny) i 1999 r. (odcinek zachodni, wymiana chodników i oświetlenia na stylowe latarnie w centralnej części).
Ulica nosiła nazwy: Węgrowska, Różniecka, Warszawska, Świerczewskiego. Obecna nazwa została nadana w 1991 r. i poświęcona jest marszałkowi Polski Józefowi Piłsudskiemu.

## Obiekty

### Publiczne
- Stary Ratusz, nr 1
  - Muzeum Regionalne
  - tablica poświęcona siedleckim nauczycielom walczącym podczas II wojny światowej
  - pomnik poświęcony 100-leciu Harcerstwa Polskiego
- Skwer im. Tadeusza Kościuszki
- Urząd Poczty, nr 2
- Narodowy Fundusz Zdrowia (NFZ) oddz. w Siedlcach, nr 4
- Odwach, obecnie Miejska Biblioteka Publiczna, nr 5
  - Pomnik poległym żołnierzom Armii Krajowej (ufundowany przez Siedlczan i Towarzyszy Broni w 1989)
- Sąd okręgowy, (ul. Sądowa 2)
- Pomnik rozstrzelanym 17 grudnia 1943, nr 7
- pl. gen. Wł. Sikorskiego
- Delegatura Urzędu Wojewódzkiego, nr 38
- Starostwo Powiatowe, nr 40
- Skwer im. Jana Pawła II
- Skwer Niepodległości
- Urząd miasta (ul. Skwer Niepodległości 2)
- Urząd miasta (oddz.), nr 43
- Więzienie, nr 47
- Kuria Diecezjalna, nr 62
- Urząd skarbowy w Siedlcach, nr 68 i 68A
- Gmach Narodowego Banku Polskiego, nr 70
- Liczne kamienice z początku XX w.

### Handlowe
- oddział Banku Pocztowego (w budynku Poczty), nr 2
- D.H. Chester, redakcja TVP 3 Warszawa, biuro TV Wschód, nr 9
- sklep Militaria, nr 11
- sklep Żabka, nr 12
- D.H. Arkadia, nr 18
- placówka CUK Ubezpieczenia, nr 29
- placówka Credit Agricole, nr 35
- placówka Multica, nr 36
- II oddział PKO BP w Siedlcach (budynek Starostwa Powiatowego), nr 40
- sklep muzyczny MIDI, nr 41
- D.H. Milenium (Rossmann), (ul. Bohaterów Getta nr 2)
- placówka SKOK im. Stefczyka, (ul. J.Kochanowskiego 7)
- kwiaciarnia Izabela. nr 50
- D.H. Panama (apteka Ziko), nr 56
- biuro rachunkowe Denar, nr 58
- placówka Santander Consumer Bank, nr 66
- budynek dawnego Narodowego Banku Polskiego, nr 70
- Galeria Siedlce, nr 74
- sklep Akwarystyka Zoologiczno - Wędkarski, nr 75
- kwiaciarnia Poliszkwiaty, nr 76
- sklep Gym Beauty, nr 80
- placówka SKOK im. Zygmunta Chmielewskiego, nr 86
- sklep Galeria Ślubna, nr 96
- placówka PGE Dystrybucja S.A. Oddział Warszawa, nr 100/102

## Galeria

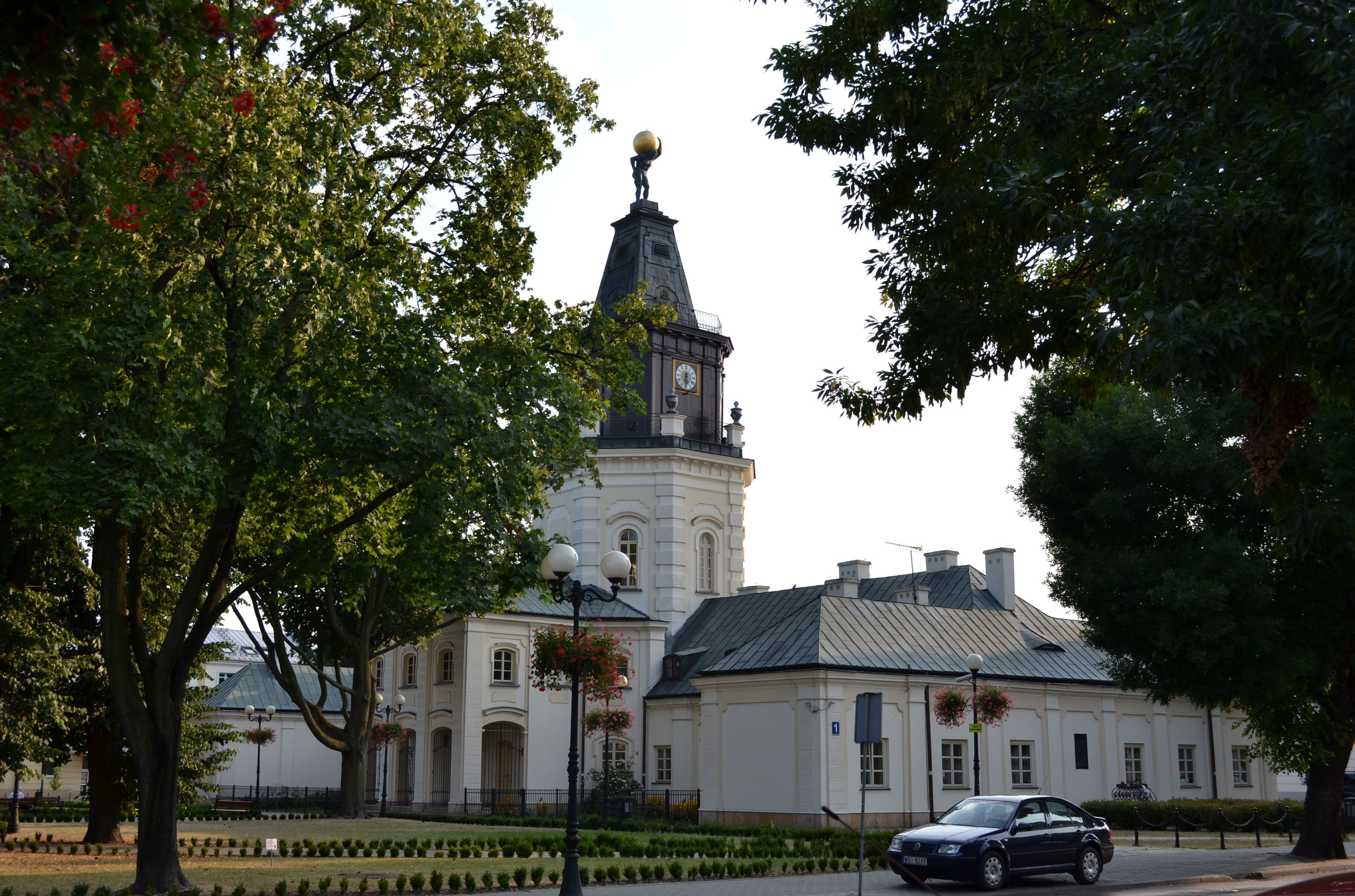
Ratusz Jacek
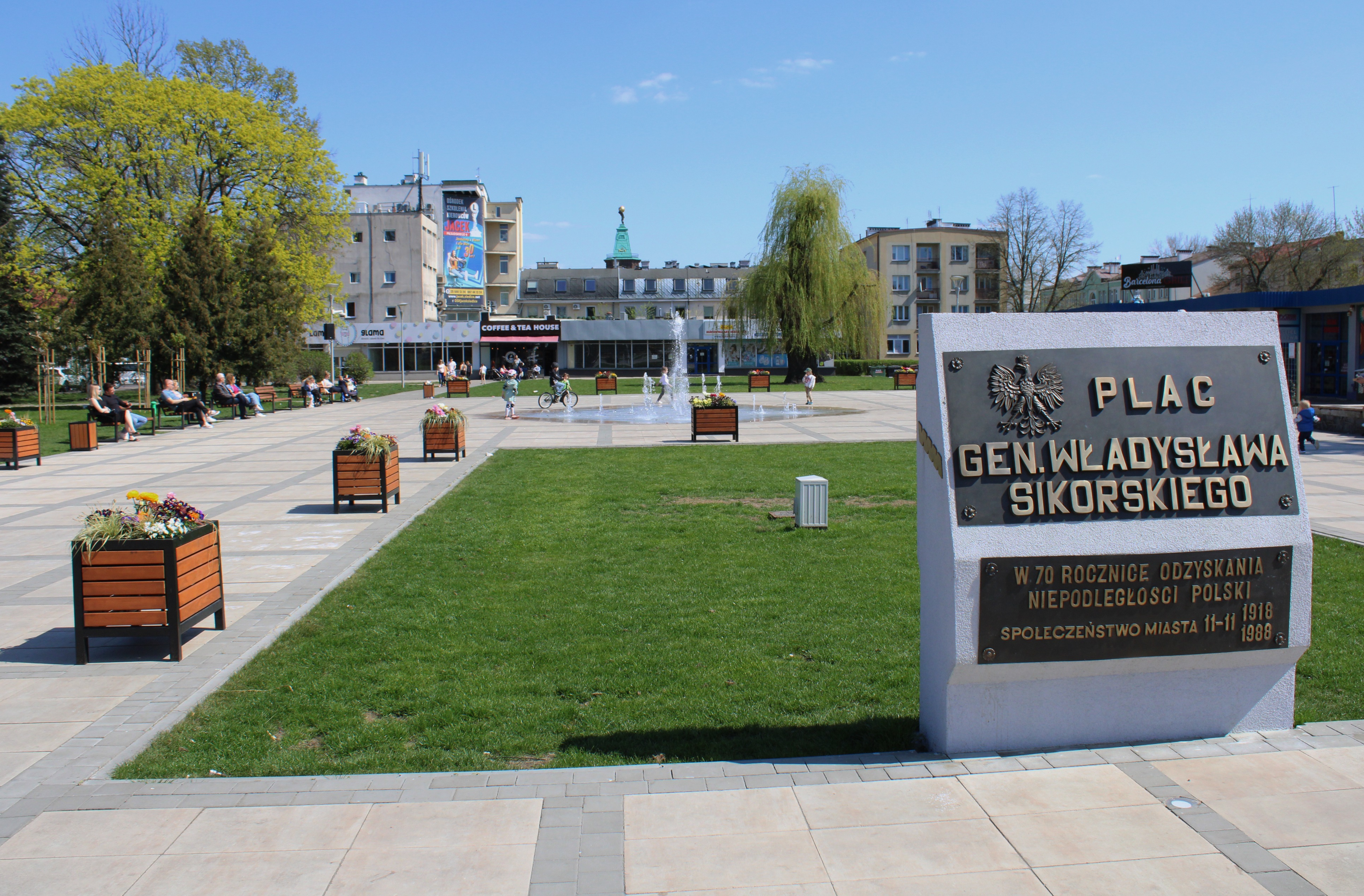
Plac gen. Władysława Sikorskiego
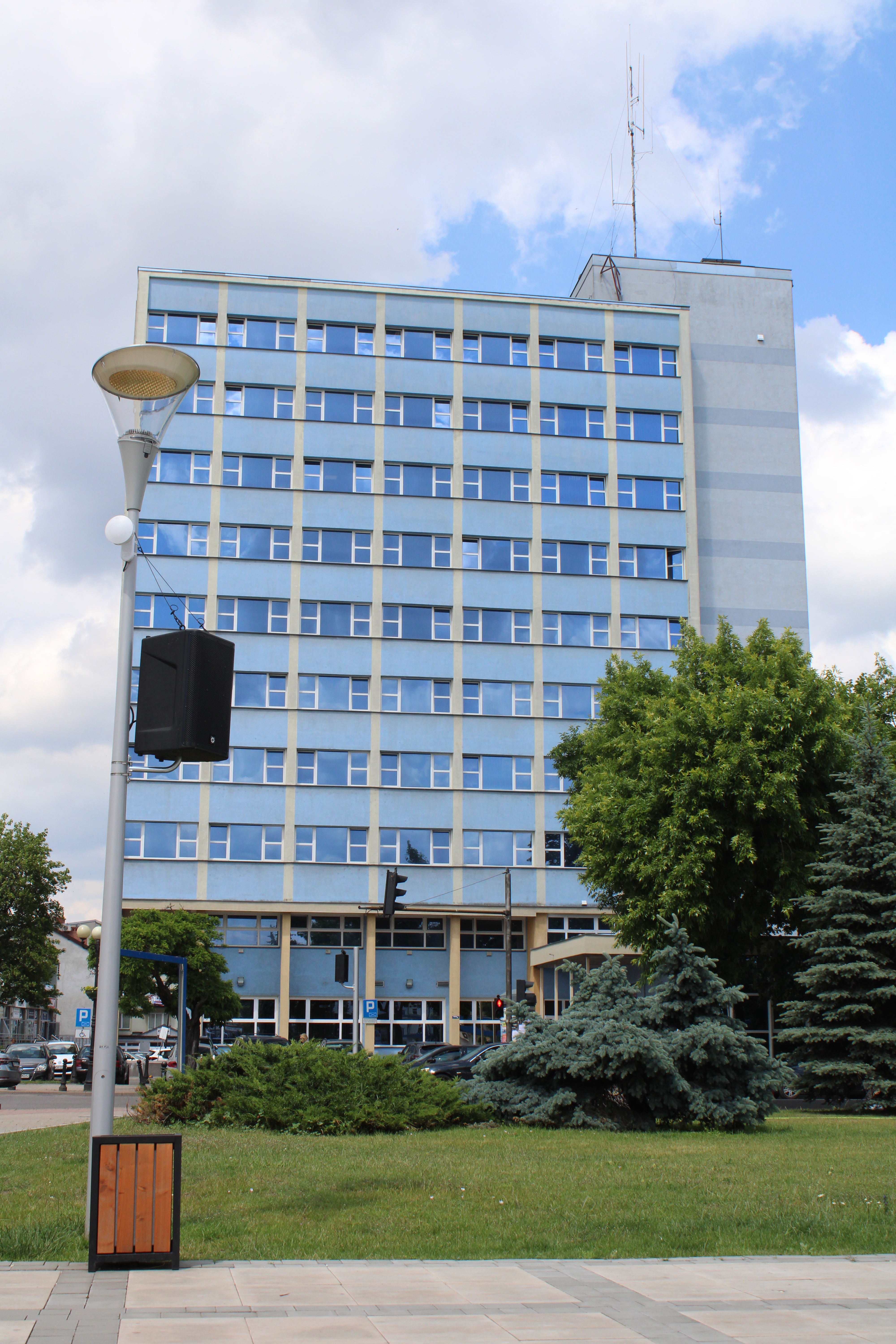
Delegatura Urzędu Wojewódzkiego
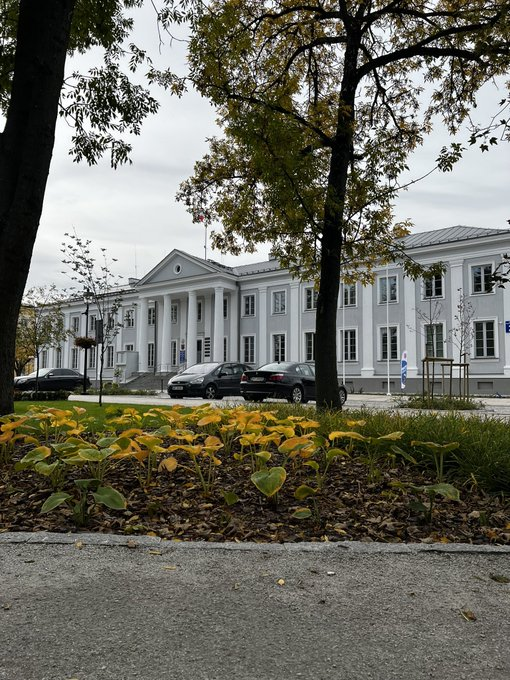
Urząd Miasta
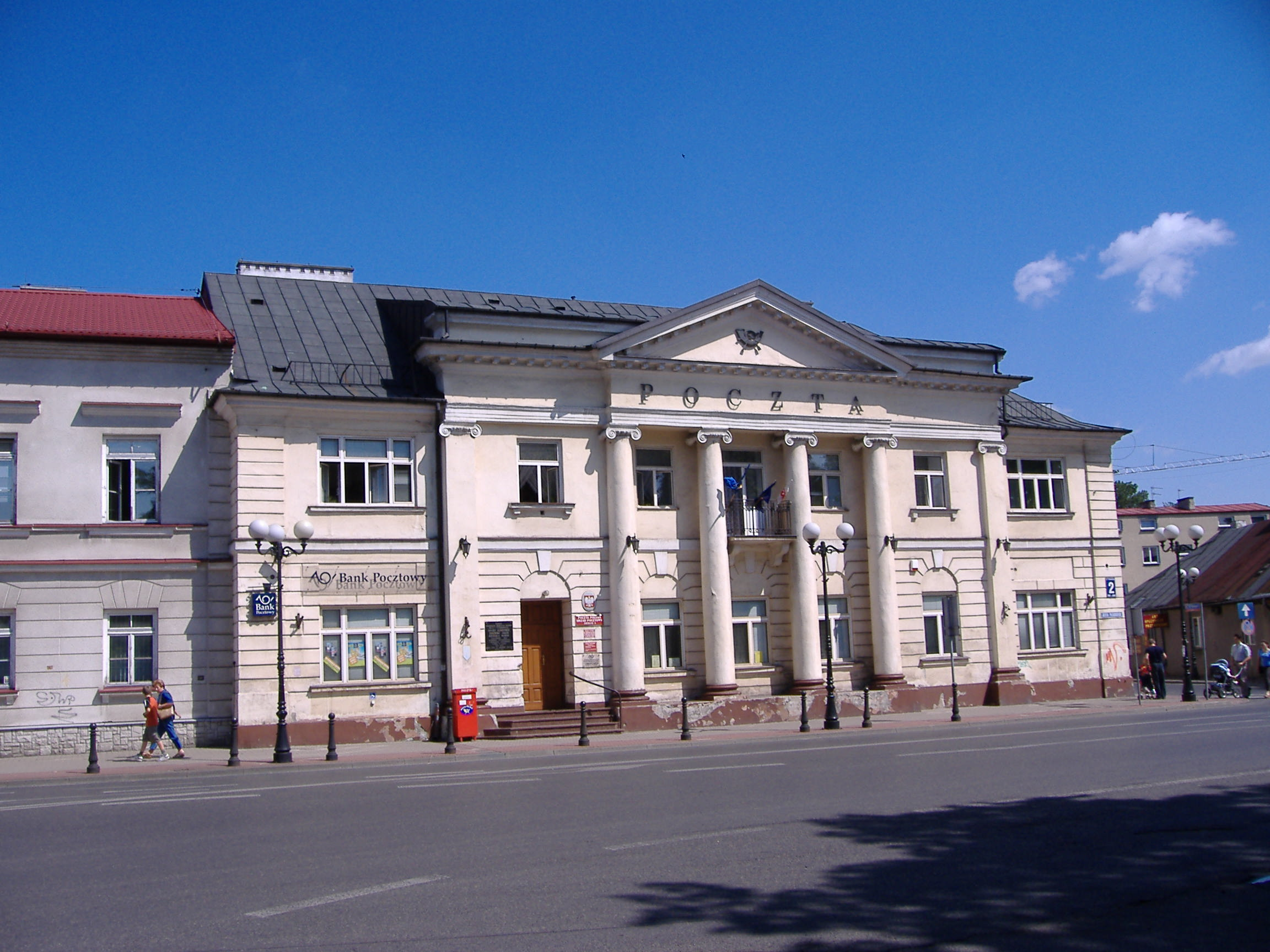
Poczta Polska
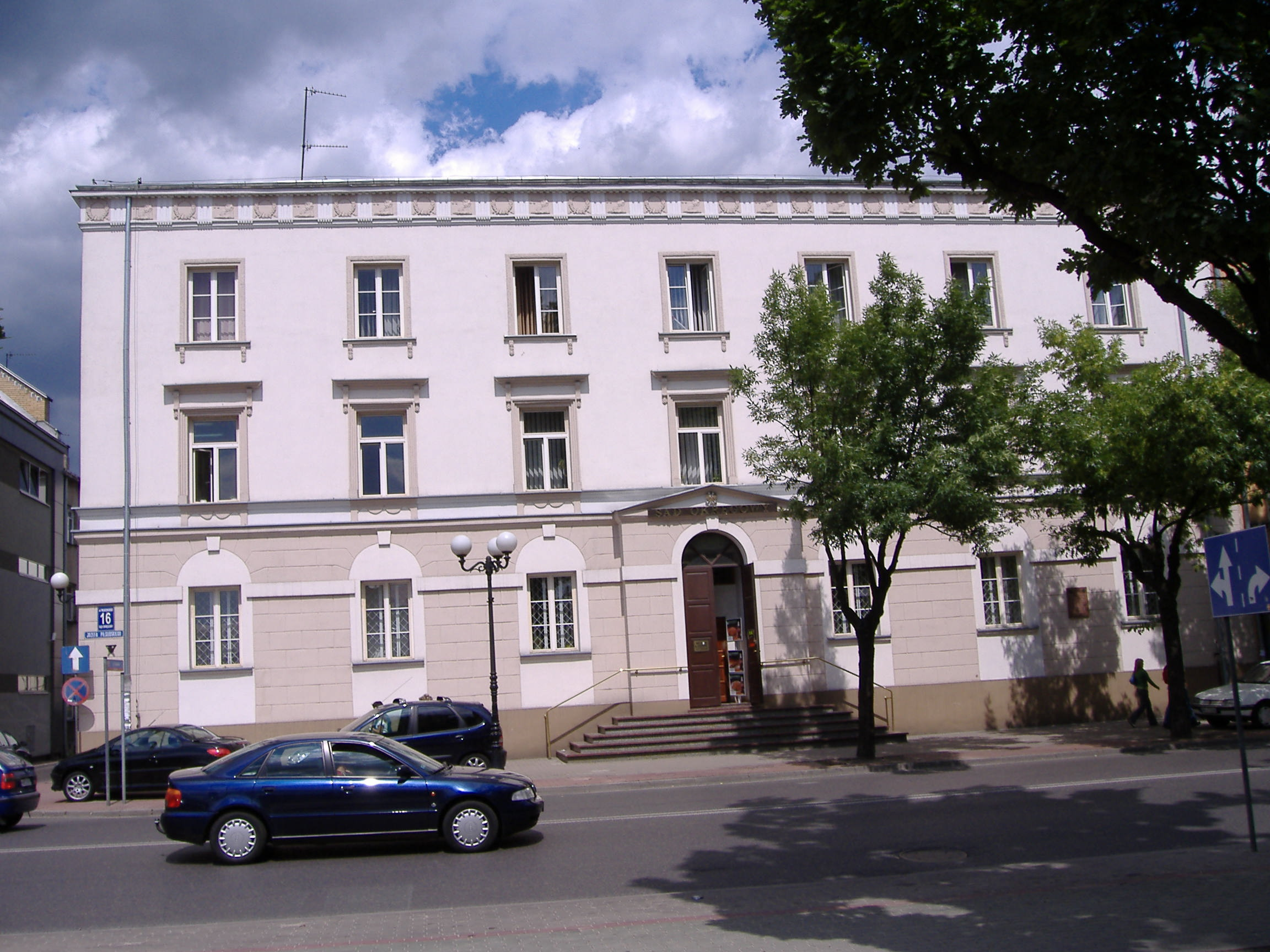
Sąd Okręgowy
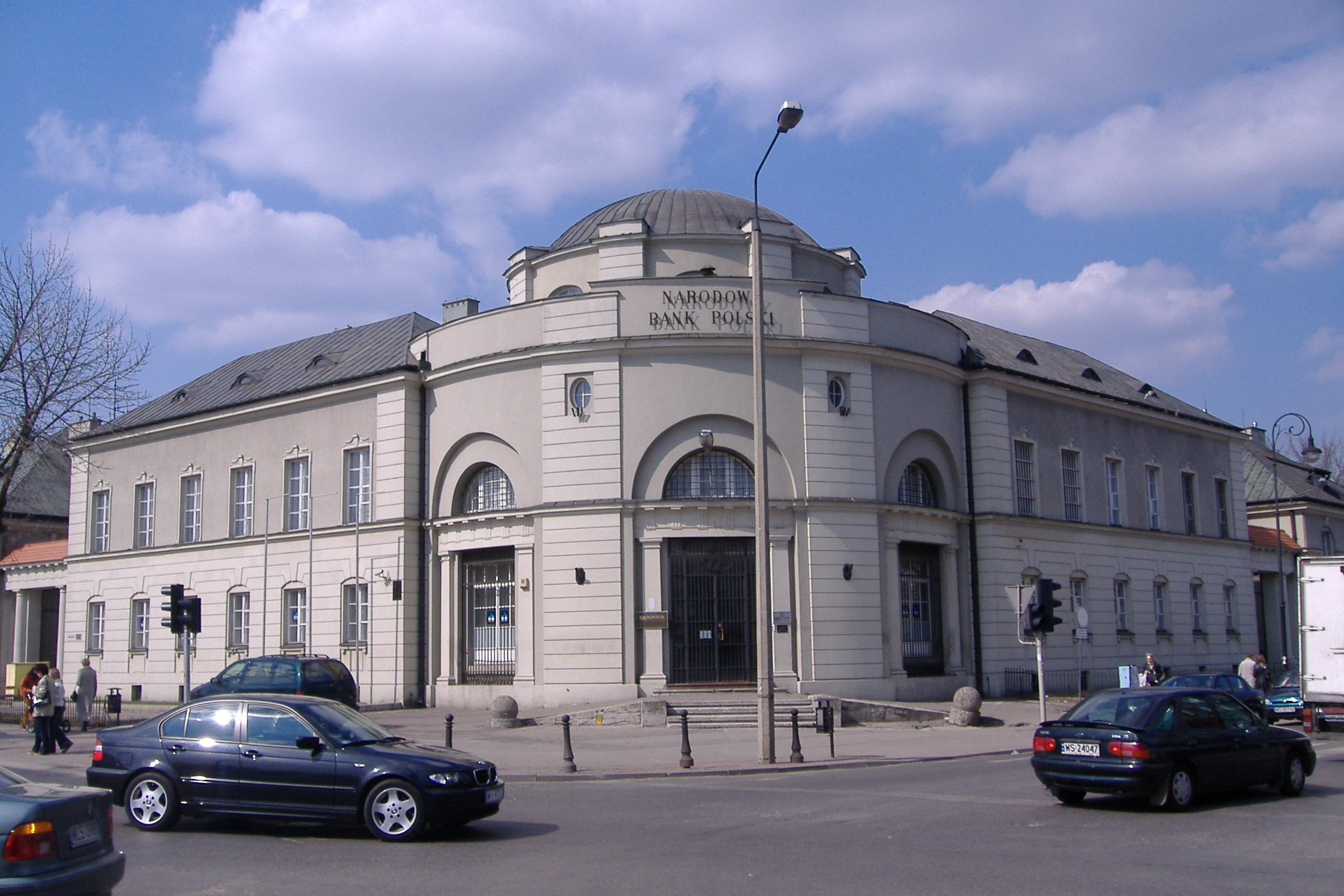
Budynek dawnego Narodowego Banku Polskiego
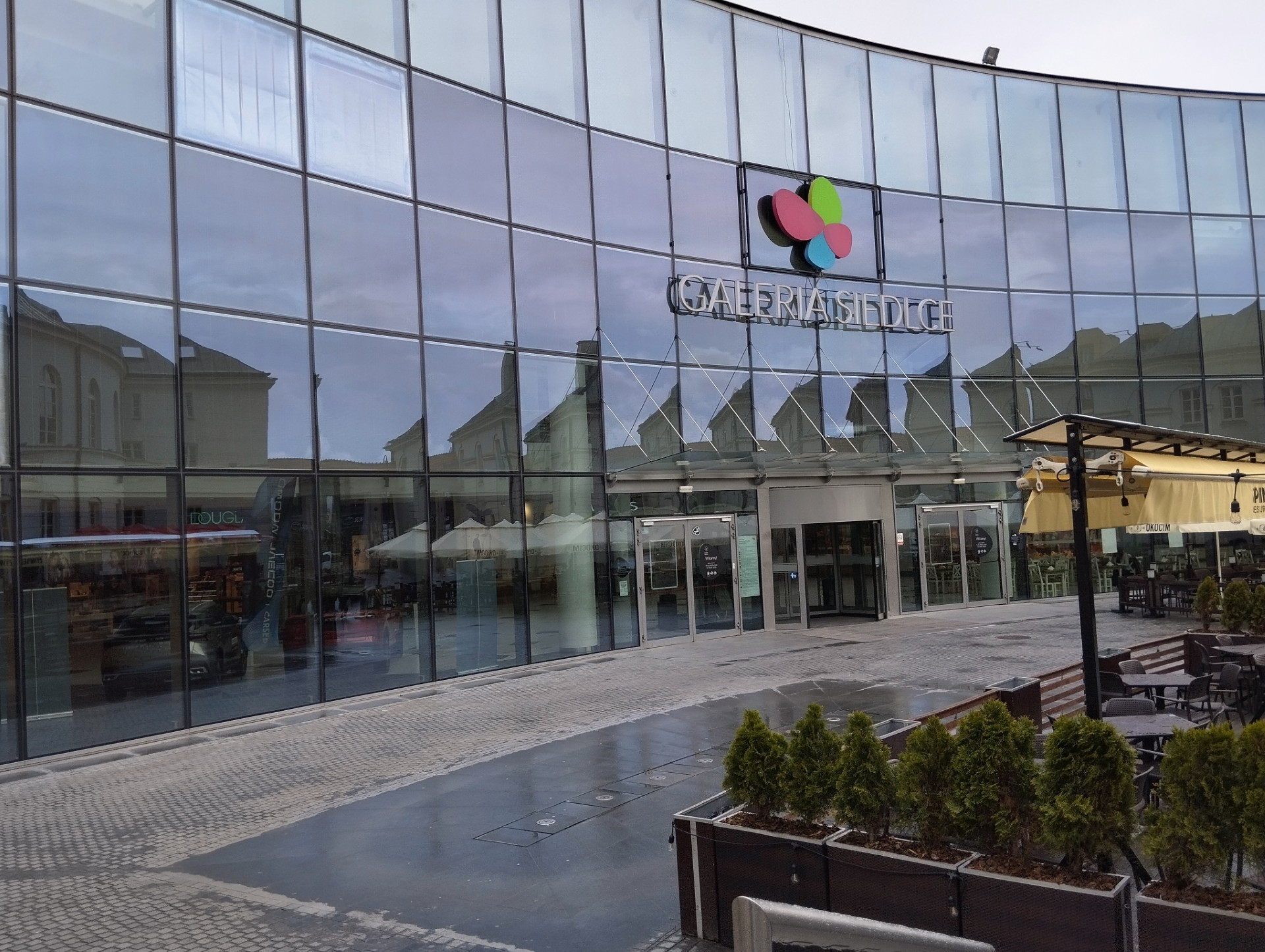
Galeria Siedlce